# Sarah Bonnici
Sarah Bonnici (ur. 30 maja 1998) – maltańska piosenkarka. Reprezentantka Malty w 68. Konkursie Piosenki Eurowizji (2024).

## Życiorys
Urodziła się na Gozo, drugiej największej wyspie Malty. Jest córką Marcela Bonniciego, który jest m.in. CEO najwyższego budynku na Malcie Mercury Tower i klubu sportowego Ħamrun Spartans FC.
Od małego jej mentorką muzyczną jest Miriam Christine. W wieku 9 lat zaczęła pobierać lekcje śpiewu i dołączyła do Gozo Children's Choir. W latach 2009–2010 dwukrotnie brała udział w programie Junior Eurosong, preselekcjach Malty do Konkursu Piosenki Eurowizji Junior, odpowiednio z piosenkami „The Mambo Song”, która zdobyła 3. miejsce, i „Kitty Kitty Cat”, która zajęła 7. miejsce. Została również zaproszona przez maltańską delegację aby stać się tancerką Nicole Azzopardi podczas jej występu w finale 8. Konkursu Piosenki Eurowizji dla Dzieci (2010).
W 2010 z piosenką Qawsalla podczas festiwalu piosenki L-Għanja Tal-Maltin zajęła pierwsze miejsce w swojej grupie wiekowej i zdobyła nagrodę najlepszy głos. Przez swoje nastoletnie lata brała udział w kilku międzynarodowych konkursach piosenki poza rodzimą Maltą, w tym w Trixie Festival w Bułgarii (2. miejsce), Carpathians Star Festival w Rumunii, czy Star to Born Festival na Węgrzech (1. miejsce). Zajęła pierwsze miejsce w swojej kategorii na festiwalu Ti Amo w Rumunii, a także zwyciężyła w kategorii piosenek oryginalnych za piosenkę „Vivrà ancora”. Zwyciężyła w kategorii nastoletniej Festiwalu Kanzunetta Indipendenza w 2012 roku z piosenką „Bil-Bnadar f’Idejna” oraz kategorii głównej festiwalu w 2018 roku, z piosenką „Il-Pinna”.
W 2018 wzięła udział w pierwszej edycji The X Factor Malta. W 2021 ukończyła studia na Uniwersytecie Maltańskim, uzyskując tytuł magistra rachunkowości. W 2022 z utworem „Heaven” wzięła udział w Malta Eurovision Song Contest, preselekcjach Malty do 66. Konkursu Piosenki Eurowizji w Turynie zajmując 12. miejsce w finale. W 2024 powróciła do Malta Eurovision Song Contest z utworem „Loop” i zwyciężyła w finale, stając się reprezentantką Malty w 68. Konkursie Piosenki Eurowizji w Malmö.

## Dyskografia

### Single
| Rok  | Tytuł                | Album |
| ---- | -------------------- | ----- |
| 2015 | „Bandwagon”          | –     |
| 2017 | „Breathe Your Love”  | –     |
| 2018 | „Il-Pinna”           | –     |
| 2022 | „Heaven”             | –     |
| 2023 | „Never Ever”         | –     |
| 2024 | „Loop”               | –     |
| 2024 | „Lose”               | –     |
| 2024 | „Love You Like That” | –     |